# تپه و قلعه راه چیلک
تپه و قلعه راه چیلک مربوط به دوران‌های تاریخی پس از اسلام است و در شهرستان قروه، بخش دهگلان، روستای کرگ آباد واقع شده و این اثر در تاریخ ۱۱ مرداد ۱۳۸۴ با شمارهٔ ثبت ۱۲۶۸۰ به‌عنوان یکی از آثار ملی ایران به ثبت رسیده است.